# Список умерших в 901 году

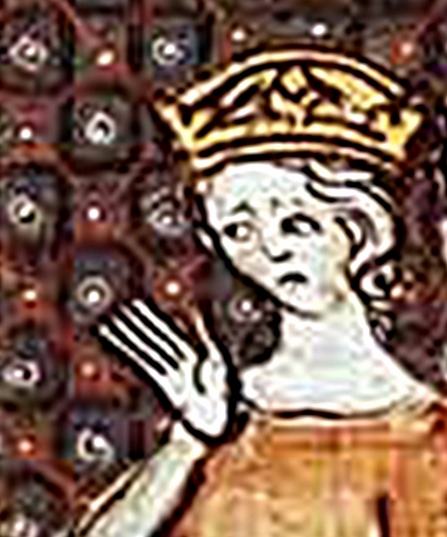
Аделаида Парижская

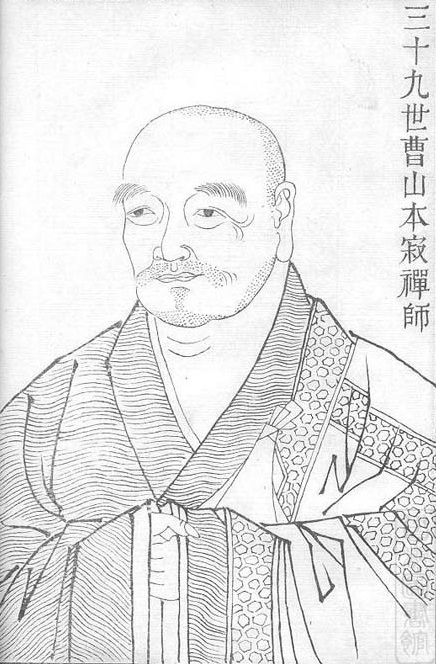
Каошан Бенджи

В этой статье представлен список известных людей, умерших в 901 году.
См. также: Категория:Умершие в 901 году

## Январь
- 24 января — Лю Цзишу[англ.] —китайский евнух и военачальник, временно свергнувший императора Китая Чжао-цзуна (900); убит

## Февраль
- 12 февраля — Антоний II Кавлея — Патриарх Константинопольский (893—901), христианский святой.
- 23 февраля — Сабит ибн Курра — сирийский астроном, математик, механик и врач, а также переводчик с греческого языка

## Апрель
- 12 апреля — Евдокия Ваяна — императрица-консорт Византийской империи (900—901), жена Льва VI
- Убайад Аллах ибн Сулейман[англ.] — визирь Аббасидского халифата (891—901)

## Июль
- 10 июля — Ибн аль-Квитт[исп.] — омейядский принц, поднявший восстание против эмира Кордовы Абдаллаха; убит

## Ноябрь
- 10 ноября — Аделаида Парижская — королева-консорт Западно-Франкского королевства (877—879), вторая жена Людовика II Заики

## Точная дата смерти неизвестна
- Амуло[итал.] — епископ Турина
- Ву Ренби[англ.] — китайский писатель и поэт; убит
- Гвемар I — князь Салерно (880—901) (898—901)
- Каошан Бенджи[итал.] — учитель китайского буддизма
- Ксу Янруо[англ.] — канцлер Китая при императоре Чжао-цзун (династия Тан)
- Лей Мэн[англ.] — один из военных губернаторов Китая
- Лэди Шуиквиу[англ.] — мать Квиан Лиу, основателя китайского царства У Юэ
- Мухаммед Афшин[англ.] — первый саджидский эмир Азербайджана (889—901)
- Энгина[исп.] — королева-консорт Англии (899—901), жена Эдуарда Старшего